# ペレスヴェート (大型揚陸艦)
ペレスヴェート(ロシア語:Пересветピリスヴィェート)は、ロシア連邦の大型揚陸艦(Большой десантный корабль)である。艦名はクリコヴォの戦いにおけるロシアの英雄「アレクサンドル・ペレスヴェート」に因んだもので、歴代のロシア艦艇に使用された由緒ある艦名である。
アレクサンドル・ペレスヴェートはモスクワ大公国の保護下にあった至聖三者聖セルギイ大修道院の修道士で、1380年に大公ドミートリイ・ドンスコイがママイ汗率いるジョチ・ウルスの軍勢と対峙した際、ロジオン・オスリャービャとともにモスクワ軍に参加、「タタールのくびき」からの解放の契機となったこの戦いにおいて大きなる武功を挙げた。ロシアでは伝統的にペレスヴェートとオスリャービャの名を艦船名に用いており、大型揚陸艦ペレスヴェートの姉妹艦もオスリャービャと命名されている。歴代の艦の中では、ともに日露戦争に参加した戦艦の名として知られている。

## 概要
ペレスヴェートは、ポーランド人民共和国で開発されたロプーチャII級揚陸艦（公式艦級：775M号計画型大型揚陸艦）の2番艦BDK-11(БДК-11エームデーカー・アヂーンナツァチ)として、グダニスクの「ヴェステルプラッテの英雄記念」北造船所(現株式会社「北造船所」)で建造された。工場番号は、No.775/27であった。これは、775号計画で建造された間の内、通算で27 隻目に当たることを意味している。1991年4月10日に竣工すると、ソ連海軍に引き渡され太平洋艦隊に配備された。しかし、その年末にはソ連が崩壊し、BDK-11も所属をロシア海軍に移すこととなった。

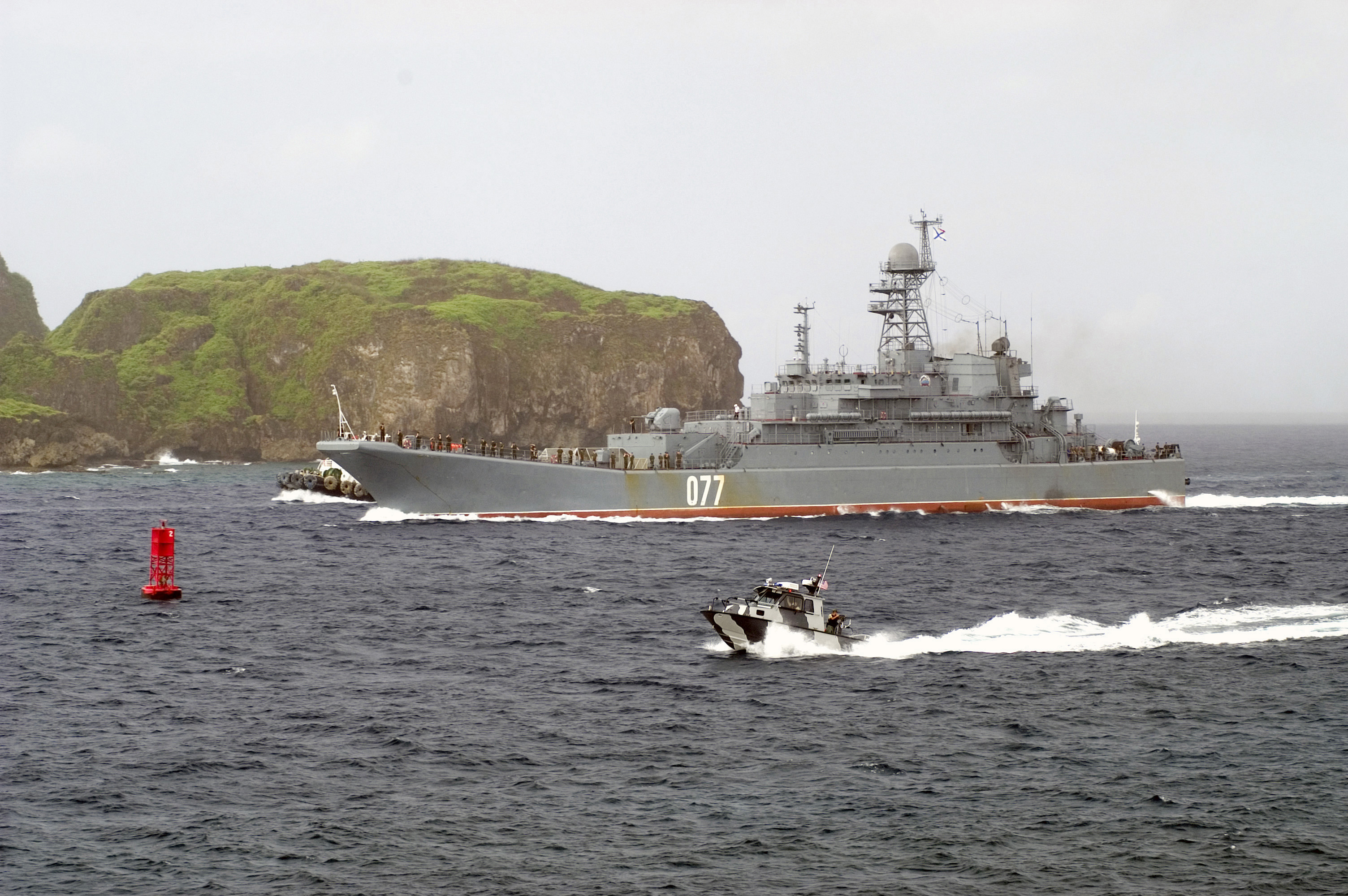
2006年3月27日、アメリカ海軍の港湾巡視艇の先導を受けグアムに寄港するペレスヴェート

その後も、新造艦であるBDk-11は比較的活発に運用されている。国内では沿海州からカムチャツカ方面への物資輸送に利用されており、この他海外への訪問も多く実施されている。
軍事演習「空海共同訓練(PASSEX)」の一環として、2004年8月30日には日本の広島県呉市を訪問し、9月4日には海上自衛隊との共同訓練を行なった。同様に、2005年9月には中華人民共和国の青島に寄港している。
2006年2月17日には、艦名はペレスヴェートと改めた。なお、僚艦のロプーチャI級揚陸艦「BDK-101」も同時に「オスリャービャ」に艦名を改めている。この年6月には太平洋におけるロシア艦隊275周年記念航海を実施しており、サハリン州などの各地を巡っている。この航海では、第二次世界大戦中に戦没した潜水艦L-19やM-43、M-63、S-117、日露戦争で戦没した巡洋艦ノヴィークの沈没地点を巡礼した。さらに、8月には太平洋艦隊の海軍記念パレードに参加している。
2008年11月15日には、ソブレメンヌイ級駆逐艦「ビストリィ」と「オスリャービャ」と共に、宗谷岬沖130kmを航行するのを、海上自衛隊のゆうばり型護衛艦「ゆうべつ」が確認した。
2023年6月19日、タランタルIII級コルベット6隻とオビ級病院船「イルティシュ」、アムール級工作艦、スリヴァ級航洋曳船と共に礼文島沖から宗谷岬を西に向かうのを海上自衛隊が発見し、P-3C哨戒機とむらさめ型護衛艦「むらさめ」、はやぶさ型ミサイル艇「わかたか」が接触して監視と情報収集を行った。
2024年6月18日、ウダロイ級駆逐艦「アドミラル・パンテレーエフ」、「オスリャービャ」と共に渡島大島の南西沖約50kmを東に向かうのを海上自衛隊が発見し、P-3C哨戒機とえのしま型掃海艇「えのしま」が接触して監視と情報収集を行った。